# Bogusław Wyrobek

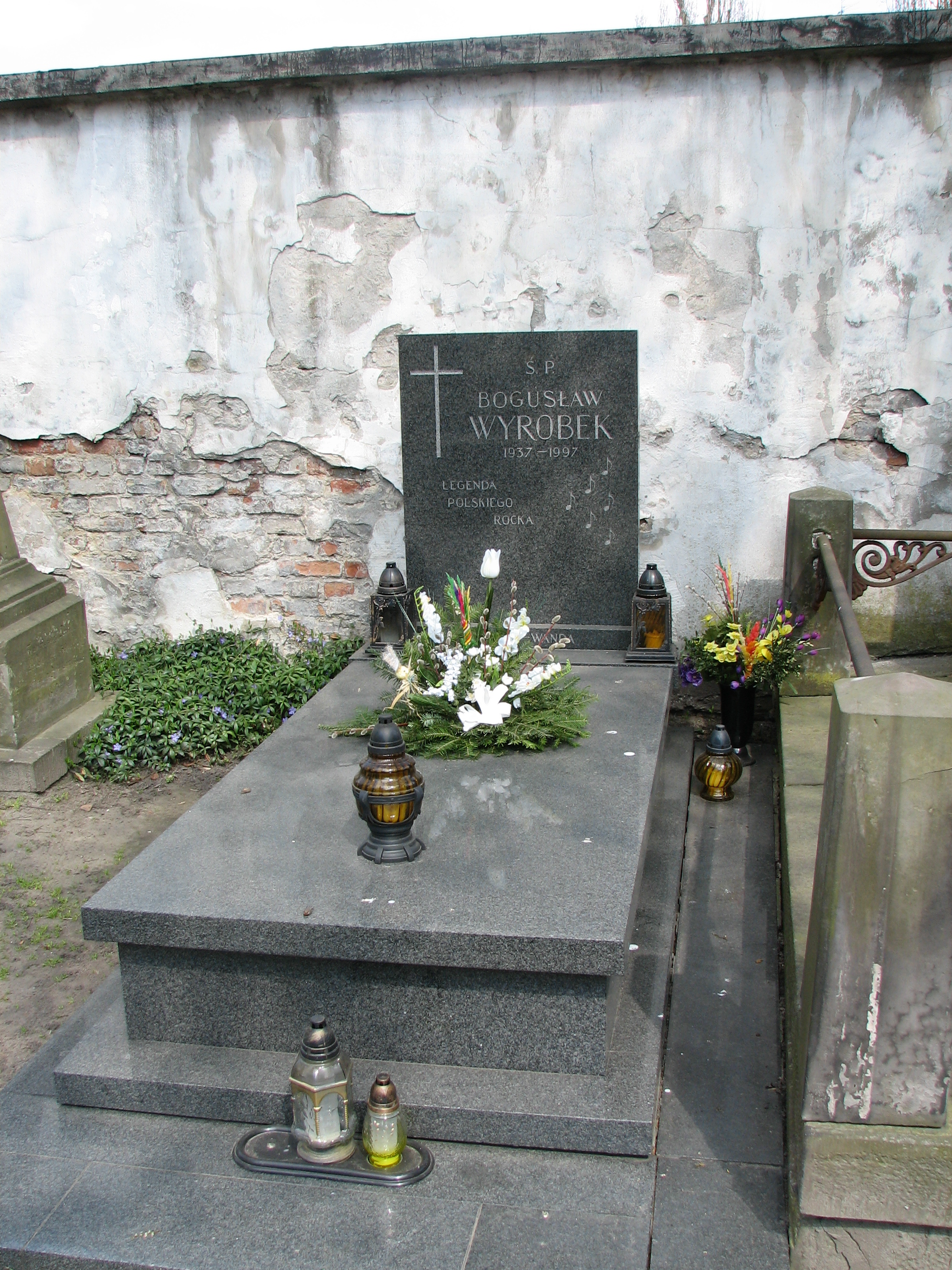
Grób Bogusława Wyrobka na cmentarzu Powązkowskim w Warszawie

Bogusław Wyrobek (ur. 19 lipca 1937 w Gdyni, zm. 30 lipca 1997 w Warszawie) – polski wokalista, muzyczny samouk. Pionier muzyki rock and rollowej w Polsce.

## Życiorys
Był absolwentem Wyższej Szkoły Ekonomicznej w Sopocie. Karierę muzyczną rozpoczął od współpracy z zespołem gdańskiej rozgłośni radiowej Albatros w 1958 oraz Big Bandem Marynarki Wojennej pod dyrekcją Ryszarda Damrosza, z którego w 1959 wyłoniła się pierwsza polska formacja rock and rollowa Rhythm and Blues. Po rozwiązaniu zespołu rozpoczął współpracę z jazzową formacją Zygmunta Wicharego, występując między innymi u boku Katarzyny Bovery. Efektem współpracy z zespołem Wicharego było nagranie w lipcu 1960 płyty EP N-0140, uznawanej za pierwszą w Polsce płytę rock-and-rollową. Współpracował z formacją estradową Hanny Rek – Hanna Rek Band. Z Hanną Rek zawarł związek małżeński. W PRL-u otrzymał zakaz występów i od połowy lat 60. XX wieku regularnie występował w Skandynawii.
W Polsce, przez wiele lat zapomniany, wystąpił w 1986 na „Old Rock Meetingu”, a w następnym roku na jubileuszu „25 lat Niebiesko-Czarnych”. W 1989 Bogusław Wyrobek wystąpił na XXVI KFPP w Opolu. Znany jako wykonawca piosenek z repertuaru Paula Anki, Elvisa Presleya i Neila Sedaki.
Zmarł w 1997, został pochowany na Starym Cmentarzu Powązkowskim (pod murem IV-61).

### Życie prywatne
Był mężem piosenkarki Hanny Rek (1937-2020) i ojcem muzyka Macieja Wyrobka.

## Dyskografia (wybór)
- Diana, EP nagrany z Zespołem Jazzowym Zygmunta Wicharego; PN Pronit N 0140
- Twist Around the Clock, EP nagrany z Zespołem Jazzowym Zygmunta Wicharego; PN Muza N 0206